# 鶴北線
鶴北線（かくほくせん、中国語: 鹤北铁路）は、中華人民共和国の中国国鉄の鉄道路線である。 黒竜江省鶴崗市工農区の鶴崗駅と同蘿北県の鶴北駅を連絡している全長43.6kmの路線である。

## 概要
1974年10月に着工され、1981年12月30日に全線開業した。建設総費用は4249万元である。実質的に鶴崗線の延伸線である。

## 接続路線
- 鶴崗駅：鶴崗線